# (35100) 1991 NK
1991 أن كي (ويعرف أيضًا باسم (35100) 1991 أن كي وفق تسمية الكوكب الصغير) (بالإنجليزية: 1991 NK)‏ هو كويكب ضمن حزام الكويكبات؛ وترتيبه 35100 من حيث الاكتشاف.
اكتُشف هذا الجُرم الفلكي بواسطة اليانور إف. هيلين في 8 يوليو 1991.

## وصلات خارجية
- (35100) 1991 NK في قاعدة بيانات مختبر الدفع النفاث لأجرام النظام الشمسي الصغيرة

- الاكتشاف · مخطط المدار ·  العناصر المدارية · المعلمات المادية

- (35100) 1991 NK على موقع ويكي سكاي: DSS2, SDSS, GALEX, IRAS, Hydrogen α, X-Ray, Astrophoto, Sky Map, Articles and images